# Leiocarpa websteri
Leiocarpa websteri là một loài thực vật có hoa trong họ Cúc. Loài này được (S.Moore) Paul G.Wilson mô tả khoa học đầu tiên năm 2001.